# Sződ
Sződ là một thị trấn thuộc hạt Pest, Hungary. Thị trấn này có diện tích 15,76 km², dân số năm 2010 là 3297 người, mật độ 209 người/km².